# Veenhusen
Veenhusen is een dorp in het Landkreis Leer in de Duitse deelstaat Nedersaksen. Het dorp is onderdeel van de gemeente Moormerland. In het dorp staat een kerk die gebouwd is rond 1400. De kerk zou eerder in Uphusen hebben gestaan, maar daar zijn afgebroken wegens dreigend gevaar door de veranderde loop van de Eems. Na de afbraak zou de kerk in Veenhusen opnieuw opgebouwd zijn.
Het dorp, waar zich afrit 8 van de Autobahn A 31 bevindt, gaat aan de noordkant naadloos over in het aangrenzende Warsingsfehn, de hoofdplaats van Moormerland.
Deze beide dorpen zijn na de Tweede Wereldoorlog sterk uitgebreid met woonwijken voor forensen, die te Emden of Leer werken.

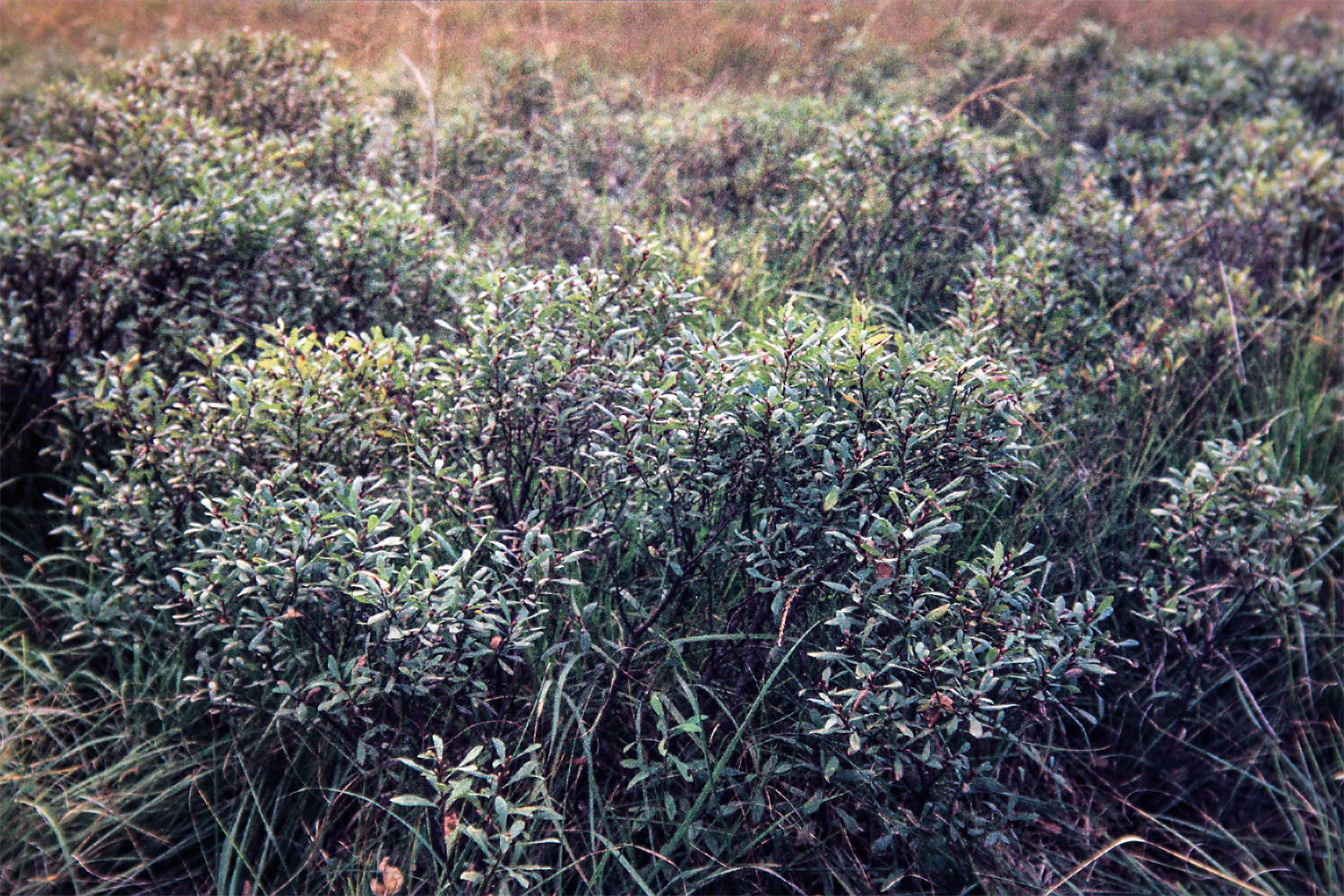
Gagelstruiken bij het Wolfmeer

Ten oosten van Veenhusen ligt een bos- en veengebied, met daarin het Wolfmeer, een alleen voor wandelaars en voor leden van de plaatselijke hengelsportclub toegankelijk natuurreservaat. Het reservaat heet officieel Veenhuser Königsmoor, meet met inbegrip van een aansluitend weidevogelreservaat, waar o.a. de watersnip voorkomt, 215 hectare en heeft kenmerk NSG WE 103.
- Gemeinsame Normdatei: 4728203-4
- Library of Congress Control Number: n2003039332
- Nationale Bibliotheek van Israël: 987007484865305171
- Virtual International Authority File: 129203533